# Begonia alabensis
Espèce
Begonia alabensis est une espèce de plantes de la famille des Begoniaceae. Ce bégonia est originaire de Sabah dans l'île de Borneo, en Malaisie. L'espèce a été décrite en 2015 par la botaniste Ruth Kiew (née en 1946). L'épithète spécifique, alabensis, signifie « d'Alab », une référence au mont Alab, une montagne de Sabah.